# Hilarius Diaconus
Hilarius Diaconus (in latino Hilarius Diaconus; fl. metà del IV secolo) è stato un diacono italiano, di etnia sarda, della Chiesa di Roma.

## Biografia
Nel 355, assieme a Lucifero di Cagliari, Eusebio di Vercelli, e Pancrazio, fu diretto da Papa Liberio a perorare l'ortodossia atanasiana prima di Costanzo II al Concilio di Milano. Ha difeso la sua causa in modo così audace e offensivo da essere picchiato dall'imperatore e, insieme ai suoi compagni, condannato all'esilio. Si sa poco di lui (per lo più da informazioni provenienti da San Girolamo) eccetto che sostenne la posizione di Lucifero che gli ariani, gli altri eretici e coloro che li trattarono richiedesse un secondo battesimo prima che potessero tornare alla comunione.
A volte viene accreditato (con un'autorità dubbia) di due opere. La prima, il suo Commentario sulle epistole di Paolo (Commentarius in Epistolas Pauli), è spesso pubblicato insieme agli scritti di Sant'Ambrogio; l'altra, Questioni del Vecchio e Nuovo Testamento (Quaestiones Veteris et Novi Testamenti), tra le opere di Sant'Agostino.